# Сафаров, Юсуф-Хаджи
Юсуф-Хаджи Сафаров (Сафароглы) — государственный и военный деятель Северо-Кавказского имамата, один из самых известных наибов Шамиля. Мудир Малой Чечни
июнь (1843—1853), наиб восточной части Малой Чечни (осень 1843—1853). Полководец, дипломат, политик, инженер, законодатель, картограф. По происхождению - Чеченец.
Уроженец селения Алды, командовал войсками, был администратором и советником по политическим и правовым вопросам. Как инженер отвечал за фортификационные вопросы. Как бывший офицер на службе у Мехмет Али помог Шамилю создать регулярную пехоту под названием «низам». В 1854 году Шамиль отправил Хаджи-Юсуфа в ссылку, обвинив в несанкционированных контактах с русскими (по другим источникам — с турками). Спустя два года бежал к русским, где вскоре и умер.

## Биография
Родился в Чечне, в ауле Бухиан-Юрт (чечен. Бухӏан-юрт). В 5 летнем возрасте Юсуф-Хаджи с отцом отправился в Мекку по пути отец умер, Юсуф-Хаджи остался в Турции. Сафаров через насколько лет поступил в турецкий корпус, находившийся в Египте под начальством паши Магомед- Али, где служил до чина полковника (меиръ-алай). Здесь он, изучил арифметику, инженерное искусство, устройство крепостей и траншей. Владел арабским, турецким и до десятка горскокавказских языков, изучал военное и инженерное дело. В 1840 году он вернулся из Египта на родину, в Чечню, в деревню Алды, что бы взять мать свою и имущество, но попал в войска Шамиля.
По другой версии возвратился в 1834 году и под видом татарина поселился в деревне Бековичи (по правому берегу Терека, напротив Моздока), где занимался воспитанием детей у князя Бековича. О себе Юсуф-Хаджи рассказывал, что его отец долго торговал в Кизляре, потом проживал в станице Парабочевской.
В 1839 году Юсуф оставил князя Бековичи под тем предлогом, что намерен возвратиться в Константинополь, но вместо этого он отправился за Кубань к черкесам, где изучал местную обстановку и положение дел. Юсуф представлялся у черкесов посланцем турецкого султана. Юсуф-хаджи не только не скрывал, но, напротив, всячески подчеркивал, что он находится в больших сношениях с турецким султаном и египетским пашою, этим он пытался занять лидирующее положение среди народов Закубанья.
Осенью 1843 года стал наибом восточной части Малой Чечни. С 1844 года главный советник Шамиля. В 1853 году лишен всех званий и имущества и сослан в село Тинда. В июле 1856 года перешел на сторону Империи. Автор арабоязычных карт Имамата, а также письменных трудов по правоведению и теологии. Труды по теологии до сих пор не найдены.
В 1856 году бежал (вместе с семьёй и родственниками) к русским в крепость Грозную, куда вышел 18 июля. Вопреки легенде, Юсуф не умер в первую же ночь своего прибытия и даже в 1856 году. Сафаров был отправлен в Тифлис, где составил свою знаменитую карту владений Шамиля, приложив к ней сведения о численности ополченцев наибств на 1856 год. Это дало Российскому командованию возможность узнать действительное состояние дел в Имамате, в период его падения и узнать, какие территории считаются в пределах Имамата ставкой имама в Ведено. В отличие от Российского командования, считавшие площадь Имамата в пределах 18 тыс. верст квадратных в 1855 г. ,карты территорий Имамата начерченные Юсуфом Сафаровым, дало сведения о 45 тыс. верст квадратных, считавшимися в пределах Имамата в последний период. Умер после 1859 года, пережив падение имамата. Считается автором арабоязычных письменных трудов по правоведению и теологии. Труды по теологии до сих пор не найдены.